# Pyrros Dimas
Pyrros Dimas (en griego: Πύρρος Δήμας; Himara, Albania, 13 de octubre de 1971) es un político y deportista griego que compitió en halterofilia, tres veces campeón olímpico y tres veces campeón mundial.

## Trayectoria
Nació en Himara, sur de Albania, hijo de padres de etnia griega; emigró a Grecia en 1991.
Participó en cuatro Juegos Olímpicos de Verano, obteniendo en total cuatro medallas: oro en Barcelona 1992 (en la categoría de 82,5 kg), oro en Atlanta 1996 (83 kg), oro en Sídney 2000 (85 kg) y bronce en Atenas 2004 (85 kg). Fue el abanderado de Grecia en la ceremonia de apertura de los Juegos de Atlanta 1996 y Atenas 2004.
Ganó cuatro medallas en el Campeonato Mundial de Halterofilia entre los años 1993 y 1999, y cuatro medallas en el Campeonato Europeo de Halterofilia entre los años 1992 y 1998.
Tras participar en Atenas 2004, anunció su retirada de la competición. En octubre de 2008 fue elegido presidente de la Federación Helénica de Halterofilia. En 2009 fue incluido en el Salón de la Fama de la IWF.
Entre 2012 y 2015 fue diputado en el Parlamento griego por el partido PASOK. En agosto de 2017, Dimas acusó al gobierno de Grecia, dirigido por SYRIZA, de obligarlo a abandonar Grecia por los recortes que había realizado a la federación que él mismo presidía. A causa de esto, decidió emigrar a los Estados Unidos, estableciéndose en Colorado Springs, donde ejerció como director técnico de la Federación de Halterofilia de ese país.

## Palmarés internacional
| Juegos Olímpicos   | Juegos Olímpicos         | Juegos Olímpicos  | Juegos Olímpicos |
| Año                | Lugar                    | Medalla           | Categoría        |
| ------------------ | ------------------------ | ----------------- | ---------------- |
| 1992               | Barcelona (España)       | Medalla de oro    | 82,5 kg          |
| 1996               | Atlanta (Estados Unidos) | Medalla de oro    | 83 kg            |
| 2000               | Sídney (Australia)       | Medalla de oro    | 85 kg            |
| 2004               | Atenas (Grecia)          | Medalla de bronce | 85 kg            |
| Campeonato Mundial |                          |                   |                  |
| Año                | Lugar                    | Medalla           | Categoría        |
| 1993               | Melbourne (Australia)    | Medalla de oro    | 83 kg            |
| 1995               | Cantón (China)           | Medalla de oro    | 83 kg            |
| 1998               | Lahti (Finlandia)        | Medalla de oro    | 85 kg            |
| 1999               | Atenas (Grecia)          | Medalla de plata  | 85 kg            |
| Campeonato Europeo |                          |                   |                  |
| Año                | Lugar                    | Medalla           | Categoría        |
| 1992               | Szekszárd (Hungría)      | Medalla de bronce | 82,5 kg          |
| 1993               | Sofía (Bulgaria)         | Medalla de bronce | 83 kg            |
| 1995               | Varsovia (Polonia)       | Medalla de oro    | 83 kg            |
| 1998               | Riesa (Alemania)         | Medalla de plata  | 85 kg            |

## Mejores marcas
- Arrancada: 180,5 kg – en el Mundial de 1999 (Atenas), categoría de 85 kg.
- Dos tiempos: 215,0 kg – en los JJ. OO. de 2000 (Sídney), categoría de 85 kg.
- Total olímpico: 392,5 kg – en los JJ. OO. de 1996 (Atlanta), categoría de 83 kg.[5]